# Михалёво (Устьянский район)
Михалёво — деревня в Устьянском районе Архангельской области.

## География
Находится в южной части Архангельской области на расстоянии приблизительно 77 км на восток-северо-восток по прямой от административного центра района поселка Октябрьский.

## История
Деревня была отмечена только уже в 1939 году в составе Лихачевского сельсовета Черевковского района. До 2022 года входила в Лихачёвское сельское поселение до его упразднения.

## Население
Численность населения: 123 человека (русские 98 %) в 2002 году, 52 в 2010.